# Чекаті Григорій Якович
Григорій Якович Чекаті (9 жовтня 1938, село, тепер місто Чимішлія, Молдова — ?) — молдавський радянський діяч, голова Державного комітету Молдавської РСР із цін. Кандидат у члени ЦК КП Молдавії в 1981—1986 роках. Депутат Верховної Ради Молдавської РСР 11-го скликання. Кандидат економічних наук (1976).

## Біографія
У 1958 році закінчив Кишинівський фінансово-кредитний технікум.
У 1958 році працював кочегаром Мар'ївського хлібоприймального пункту Північно-Казахстанської області Казахської РСР.
З 1958 до 1961 року служив у Радянській армії.
У 1961—1966 роках — студент Кишинівського державного університету імені Леніна.
У 1963—1966 роках — старший економіст побутового комбінату, старший економіст винзаводу селища Чимішлія.
Член КПРС з 1965 року.
У 1966 році закінчив заочно Кишинівський державний політехнічний інститут імені Лазо.
У 1966—1969 роках — інструктор, у 1969—1970 роках — завідувач організаційного відділу, в 1970—1972 роках — секретар, у 1972—1973 роках — 2-й секретар Чимішлійського районного комітету КП Молдавії.
У 1973—1976 роках — аспірант Академії суспільних наук при ЦК КПРС.
У 1976—1978 роках — інспектор відділу організаційно-партійної роботи ЦК КП Молдавії.
У 1978 — 16 січня 1981 року — заступник, 1-й заступник голови Державного комітету Молдавської РСР із цін.
16 січня 1981 — 24 травня 1990 року — голова Державного комітету Молдавської РСР із цін.
Подальша доля невідома.

## Нагороди
- два ордени «Знак Пошани»
- медалі